# Zernograd

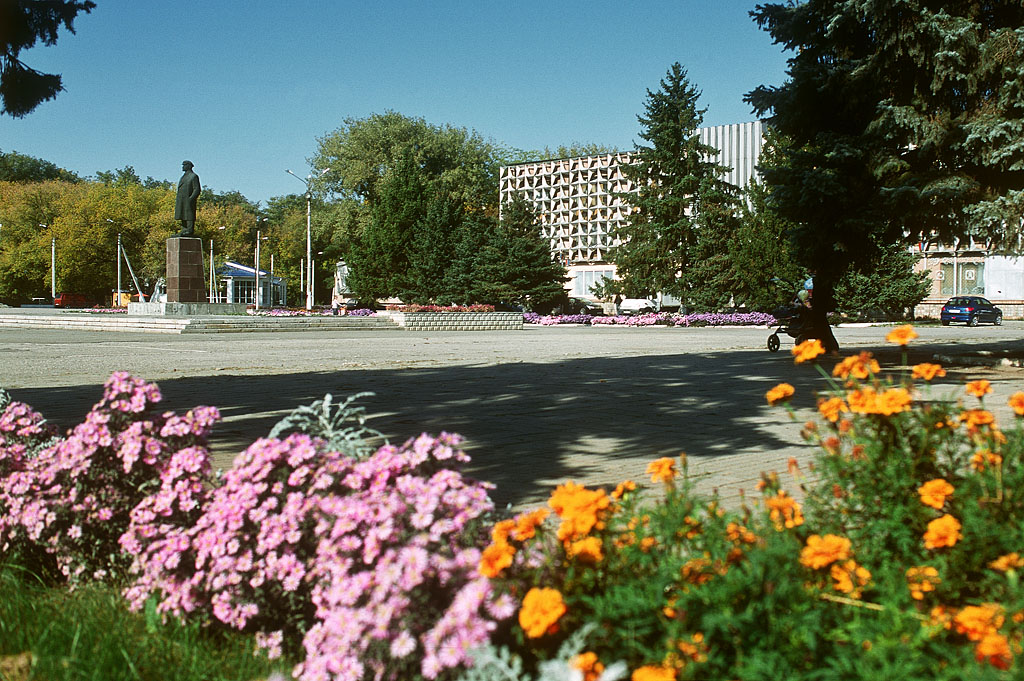

Zernograd (Зерногра́д en ruso) es una localidad rusa del óblast de Rostov situada a 71 km al sureste de Rostov del Don.
En 1915 se fundó como apeadero de Verbliud por la construcción de la línea ferroviaria Rostov-Torgovaya. En 1933 pasó a ser un asentamiento y fue renombrado a Zernovoi. En 1951 alcanzó el estatus de ciudad y en 1960 obtuvo su nombre actual.

## Demografía
| 1939  | 1959   | 1970   | 1979   | 1989   | 1998   | 2002   | 2008   |
| ----- | ------ | ------ | ------ | ------ | ------ | ------ | ------ |
| 8 800 | 15 600 | 20 300 | 25 300 | 26 097 | 29 700 | 28 840 | 27 308 |